# Gambit Vua
Gambit cánh Vua hoặc Gambit Vua là một ván cờ bắt đầu bằng các nước cờ:
1. e4 e5
2. f4
Trắng chấp nhận thí một tốt để đánh lạc hướng tốt đen cột e. Nếu Đen chấp nhận gambit, Trắng có hai kế hoạch chính. Đầu tiên là chơi d4 và Bxf4, giành lại tốt đã thí với quyền thống trị khu trung tâm. Kế hoạch thay thế là chơi Nf3 và Bc4 theo sau là 0-0, khi cột f nửa mở được tạo ra sau khi đẩy tốt lên g3 cho phép Trắng tấn công điểm yếu nhất ở vị trí của Đen, tốt f7. Lý thuyết đã chỉ ra rằng để Đen giữ được lợi thế hơn tốt trong thế trận gambit, họ cũng có thể bị buộc phải làm suy yếu cánh vua của mình, với các động tác như đẩy tốt g5 hoặc khiến quân Mã ở vị trí kém (ví dụ: ...Nf6–h5). Một nhược điểm của Gambit Vua là Trắng làm suy yếu vị trí của chính vua của họ, phơi bày nó trước mối đe dọa tiềm ẩn... Qh4+ (hoặc ...Be7–h4+). Với một con tốt đen ở f4, Trắng thường không thể trả lời nước chiếu bằng g3, nhưng nếu Vua trắng buộc phải di chuyển thì nó cũng mất quyền nhập thành.
Gambit Vua là một trong những khai cuộc lâu đời nhất từng được ghi chép lại. Nó được kỳ thủ người Ý thế kỷ 17 Giulio Cesare Polerio nghiên cứu, và cũng xuất hiện trong một trong những cuốn sách cờ vua sớm nhất, Repetición de Amores y Arte de Ajedrez (1497) của Luis Ramírez de Lucena. Gambit Vua là một trong những khai cuộc phổ biến nhất cho đến cuối thế kỷ 19, khi những cải tiến trong kỹ thuật phòng thủ khiến nó bị giảm sút về mức độ phổ biến. Ngày nay ít khi thấy các đại kiện tướng chơi khai cuộc này, do quân đen có một số phương pháp để có được thế trận cân bằng, nhưng nó vẫn còn phổ biến ở các ván cờ nghiệp dư.

## Lịch sử
Gambit Vua là một trong những khai cuộc phổ biến nhất trong hơn 300 năm và đã được nhiều người kỳ thủ mạnh nhất áp dụng trong nhiều ván cờ xuât sắc nhất, bao gồm Ván cờ bất tử. Tuy nhiên, các kỳ thủ đã có quan điểm khác nhau về nó. François-André Danican Philidor, kỳ thủ và nhà lý luận vĩ đại nhất trong thời đại của ông, đã viết rằng Gambit Vua nên kết thúc bằng một trận hòa với kỹ năng chơi tốt nhất của cả hai bên, nói rằng "một bên tấn công và một bên phòng thủ tốt như nhau không bao giờ là một [ván cờ] có thắng thua, dù là ai thắng đi nữa. "  Viết về khai cuộc này hơn 150 năm sau, Siegbert Tarrasch, một trong những kỳ thủ mạnh nhất thế giới vào cuối thế kỷ 19 và đầu thế kỷ 20, đã tuyên bố khai cuộc này là "một sai lầm quyết định" và viết rằng "gần như là điên rồ khi chơi Gambit Vua". Tương tự, nhà vô địch thế giới tương lai Bobby Fischer đã viết một bài báo nổi tiếng, "A Bust to the King Gambit", trong đó ông tuyên bố, "Theo tôi, Gambit Vua là chắc chắn thua. Nó thua theo mọi cách" và đưa ra Phòng thủ Fischer của mình (3... d6) như một cách phá khai cuộc này. FM Graham Burgess, trong cuốn sách The Mammoth Book of Chess, đã lưu ý đến sự khác biệt giữa lý thuyết tích lũy của King Gambit và Wilhelm Steinitz. Steinitz đã lập luận rằng một cuộc tấn công chỉ hợp lý khi người chơi có lợi thế và lợi thế chỉ có thể đạt được sau khi đối thủ phạm lỗi. Vì 1... e5 không giống như một nước đi sai lầm, do đó, Trắng không nên phát động một cuộc tấn công.
Trong khi Gambit Vua được chấp nhận là một yếu tố chính của cờ vua thời kỳ Lãng mạn, thì mức độ phổ biến của khai cuộc này bắt đầu suy giảm với sự phát triển của lý thuyết khai cuộc và những cải tiến trong kỹ thuật phòng thủ vào cuối thế kỷ 19. Đến thập niên 1920, các khai cuộc 1.e4 đã giảm phổ biến với sự phát triển của trường phái siêu hiện đại, với nhiều kỳ thủ chuyển sang các khai cuộc 1.d4 và 1.c4 và chơi theo thế trận.
Sau Thế chiến II, khai cuộc 1.e4 trở nên phổ biến trở lại, với David Bronstein là đại kiện tướng đầu tiên trong nhiều thập kỷ sử dụng Gambit Vua trong các ván cờ nghiêm túc. Ông đã truyền cảm hứng cho Vladimir Spassky để tiếp nhận Gambit Vua, mặc dù Spassky đã không mạo hiểm khi sử dụng khai cuộc này trong bất kỳ trận đấu nào trong Giải vô địch thế giới. Tuy nhiên, Spassky đã đánh bại nhiều kỳ thủ mạnh với Gambit Vua, bao gồm Bobby Fischer, Zsuzsa Polgar, và một ván cờ xuất sắc nổi tiếng chống lại chính Bronstein.
Vào năm 2012, một trò Cá tháng Tư do Chessbase kết hợp với Vasik Rajlich - người tạo ra chương trình cờ vua Rybka tuyên bố đã chứng minh chắc chắn 99.99999999% rằng Gambit Vua chỉ là một trận hòa cho quân Trắng nếu đi đúng. Tiết lộ đây là trò nói dối, Rajlich thừa nhận rằng công nghệ máy tính hiện tại không thể giải quyết được một bài toán như vậy.
King Gambit rất hiếm trong các ván cờ của đại kiện tướng ngày nay. Một số ít các đại kiện tướng đã tiếp tục sử dụng nó, bao gồm Joseph Gallagher, Hikaru Nakamura, Nigel Short và Alexei Fedorov.